# Коралі Балмі
Коралі Балмі  (фр. Coralie Balmy, 27 листопада 1985) — французька плавчиня, олімпійська медалістка.

## Виступи на Олімпіадах
| Олімпіада   | Дисципліна                            | Місце |
| ----------- | ------------------------------------- | ----- |
| Пекін 2008  | плавання на 400 метрів вільним стилем | 4     |
| Пекін 2008  | плавання на 800 метрів вільним стилем | 12    |
| Пекін 2008  | естафета 4 × 200 вільним стилем       | 5     |
| Лондон 2012 | плавання на 400 метрів вільним стилем | 6     |
| Лондон 2012 | плавання на 800 метрів вільним стилем | 7     |
| Лондон 2012 | естафета 4 × 200 вільним стилем       | 3     |

## Зовнішні посилання
- Досьє на sport.references.com [Архівовано 4 серпня 2012 у Wayback Machine.]